# Lepidocyrtus weidneri
Lepidocyrtus weidneri är en urinsektsart som beskrevs av Walter Hüther 1971. Lepidocyrtus weidneri ingår i släktet Lepidocyrtus, och familjen brokhoppstjärtar. Arten är reproducerande i Sverige.